# 3+ (Estland)
3+ ist ein estnischer Fernsehsender im Besitz der TV3 Group und startete 2005.

## Programm
3+ ist speziell an die russische Minderheit in Estland gerichtet und sendet sein Programm ausschließlich auf Russisch.